# Gawr Gura
Gawr Gura is een voormalig VTuber van de Engelstalige versie van het Japanse agentschap Hololive Production. Het personage Gawr Gura is in 2020 ontworpen door Amashiro Natsuki. Gawr Gura zou afkomstig zijn van Atlantis en heeft moeite met spellen en rekenen. Ze draagt vaak een haaienpak.

## Carrière
Het debuut van de virtuele Gawr Gura vond plaats op 13 september 2020 bij het toen net opgerichte Hololive English. Hierna groeide ze uit tot een van de meest invloedrijke VTubers. Haar kanaal kende een snelle groei in abonnees: ze bereikte als eerste VTuber binnen veertig dagen, op 22 oktober 2020, één miljoen abonnees. Op 30 juni 2021 werd ze de meest geabonneerde VTuber wereldwijd, waarbij ze Kizuna AI passeerde. Ze was ook de eerste VTuber die de mijlpalen van 3 miljoen (4 juli 2021) en 4 miljoen abonnees (16 juni 2022) behaalde. Door haar grote bereik heeft ze een aanzienlijke aanhang bij onder meer concerten, conventies en andere online evenementen. In 2021 werd haar eerste eigen muzieknummer uitgebracht: Reflect.
Op 16 april 2025 kondigde Gawr Gura aan dat ze op 1 mei 2025 stopt met streamen. Veranderingen binnen Hololive of onenigheid over creatieve ideeën zouden hieraan ten grondslag liggen. Die maand was Gawr Gura de populairste VTuber met ruim 4,5 miljoen abonnees.
Op 20 april 2025 kwam haar laatste eigen muzieknummer uit: Ash Again.